# Theodoxus prevostianus
Espèce
Synonymes
- Nerita prevostiana Pfeiffer, 1828[1]

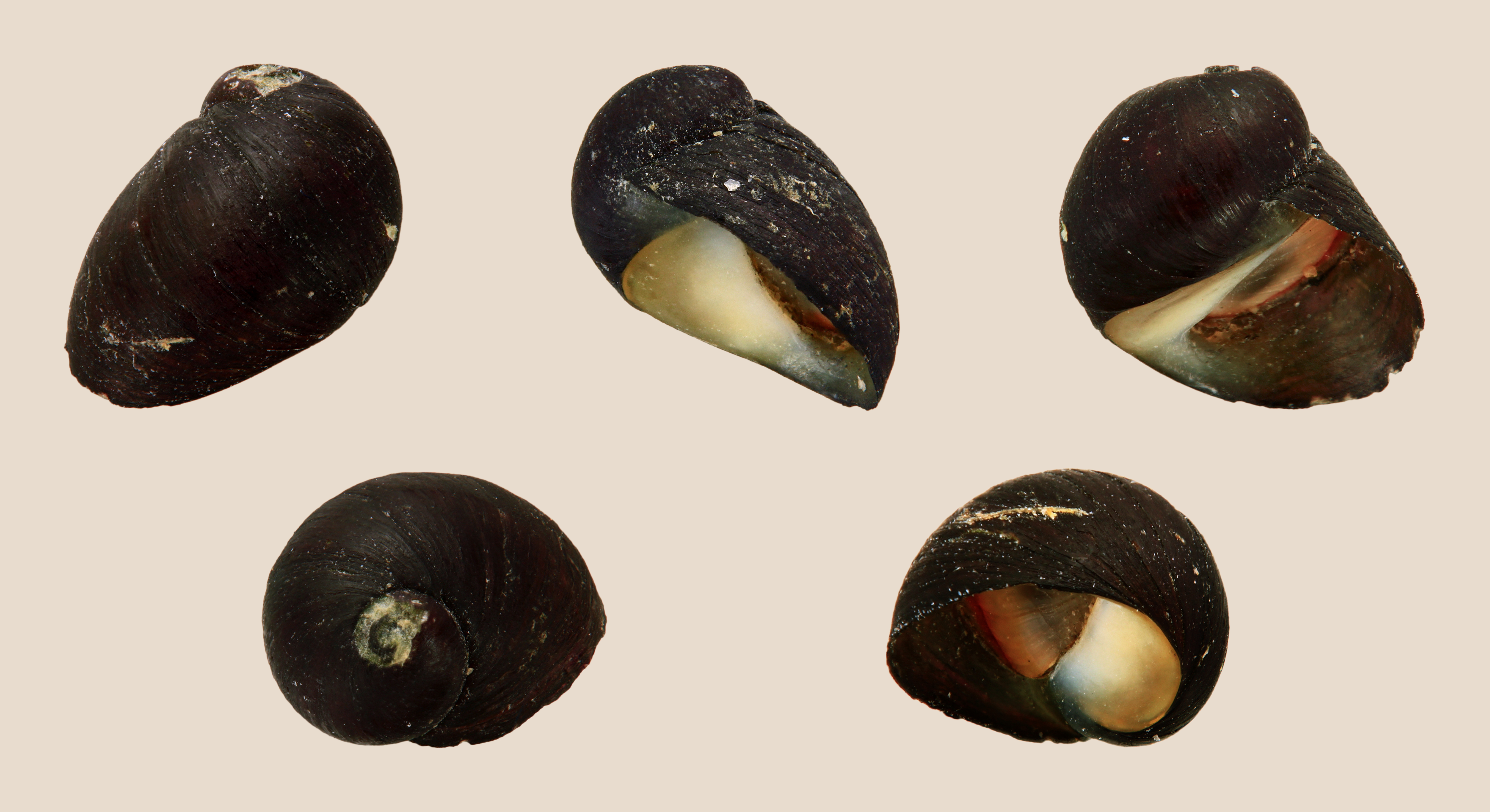
Coquille de Theodoxus prevostianus

La nérite noire (theodoxus prevostianus) est une espèce de petit escargot aquatique au sein du groupe des mollusques aquatiques, vivant dans des cours d'eau alimentés par des eaux aux qualités particulières (eaux hypothermales). 
Elle appartient à la famille des neritidae. De couleur noire et mesurant moins d'un centimètre, elle est munie d'un opercule de forme globalement ovale.
C'est une espèce devenue rare (l’une des plus rares au sein du groupe des nérites) et considérée comme étant en danger de disparition (Statut UICN : EN ; status_system = IUCN3.1 ) .

## Habitats
En Europe centrale, on la trouvait encore il y a quelques années  dans les eaux issues de sources hypothermales (fraiches, 15 à 22 °C en Hongrie) du bassin de Pannonie, en Autriche, Hongrie, Allemagne, Croatie et Roumanie (avant de disparaitre, récemment, de ces deux derniers pays).

## Distribution
En Europe, cette espèce présente (ou présentait récemment) quelques populations relictuelles, dont en 
- Autriche [2]
- Hongrie [2]
- Slovénie [2]
- Croatie - récemment éteinte ou régionalement éteinte[2]
- Roumanie - récemment éteinte ou régionalement éteinte[2]

## Risque de confusion taxonomique
Attention, il existe un double risque de confusion taxonomique entre cette espèces et deux espèces d’escargots marins de l’hémisphère sud, car les anglophones nomment aussi « nérite noir » (« black nerite »)  deux autres  espèces Nerita atramentosa et Nerita melanotragus (qui de plus ont autrefois été considérées comme une même espèce;

## Scénario phylogénétique
Au début des années 2000, des éléments phylogénétiques nouveaux, basés sur des analyses en biologie moléculaire (de séquences génétiques mitochondriales COI) ont mis en question le statut de taxon spécifique et distinct pour cette espèce, car selon ces analyses, T. prevostianus semble être  proche voire directement apparenté à Theodoxus danubialis. 
Cependant des éléments morphologiques tels que la forme de la radula (langue de l'escargot) et de l'opercule(qui sont chez les nérites selon Bandel (2001), Zettler et al. (2004)  et M.L Zettler (2008), des critères plus fiables pour identifier les espèces que la couleur et le motif des coquilles qui sont trop variables) plaideraient plutôt pour le maintien en deux espèces différentes ; Une hypothèse  explicative a été proposée en 2009  par une équipe de biologistes hongrois et allemands: ces deux taxons auraient un ancêtre commun qui pourrait être un ancien Theodoxus prevostianus qui vivait au Pléistocène et qui était déjà morphologiquement assez hétérogène (ce qui est confirmé par des preuves fossiles ). Les populations actuelles ou récemment disparues de T. prevostianus  peuvent descendre de lignées provenant de l’espèce souche  alors que les Theodoxus danubialis peuvent être l'une des lignées qui ont évolué rapidement en une nouvelle espèce. Plusieurs introgressions génétiques ont ensuite pu avoir lieu, qui complexifient la taxonomie de l’espèce en faisant notamment que désormais T. danubialis est aussi distribué à travers plus d'une lignée. 

## Statut, état, pression et menaces sur les populations de cette espèce
Cette espèce, scientifiquement décrite par le naturaliste Pfeiffer en 1828, a depuis beaucoup régressé et a disparu d’une grande partie de son aire potentielle et ancienne de répartition, probablement en raison de la pollution de l'eau et de la dégradation physique des cours d'eau est aujourd’hui classée parmi les espèces en danger. 
Parmi les 15 à 20 sous-populations encore connues du bassin de Pannonie il y a 50 ans, environ la moitié se sont éteintes , dont celle (en 2008) de Rabagani en Roumanie à la suite de travaux de construction. 
En 2009, seules 4 sous-populations relictuelles survivent : deux en Autriche (Bad Vöslau et Bad Fischau), une en Slovénia (Bušeča vas) et une en Hongrie à Kács, où l’espèce est théoriquement protégée en tous temps et tous lieux, et où la sous-population de Kács a été estimée comprise entre 100 000 et 1 million d’individus, mais néanmoins situées dans une propriété privée, hors d’une aire protégée, et menacée par des projets de travaux semblables à ceux  qui ont fait disparaitre l’espèce à Răbăgani.
Pour ces raisons l'espèce a été classée en danger (EN B2ab (ii, iii, iv)) par l'UICN.
Un programme de réintroduction et des projets de renaturation pourraient améliorer les chances de survie de l'espèce . 

Un projet de réintroduction a été publié début 2011 par Zoltán Fehér, Gábor Majoros, Sándor Ötvös & Péter Sólymos 